# Carrosserie Hess AG

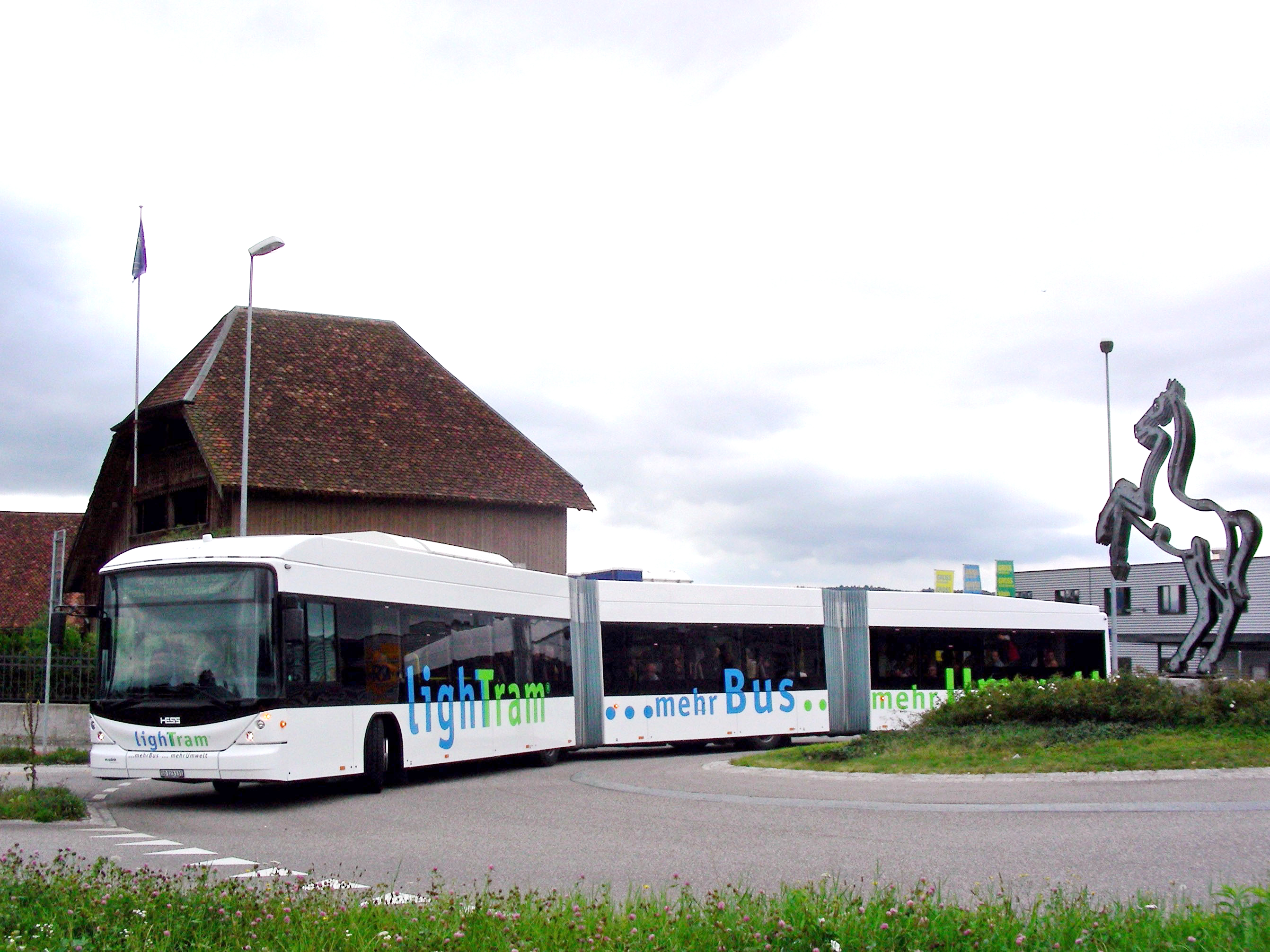
Hybride Hess LighTram.

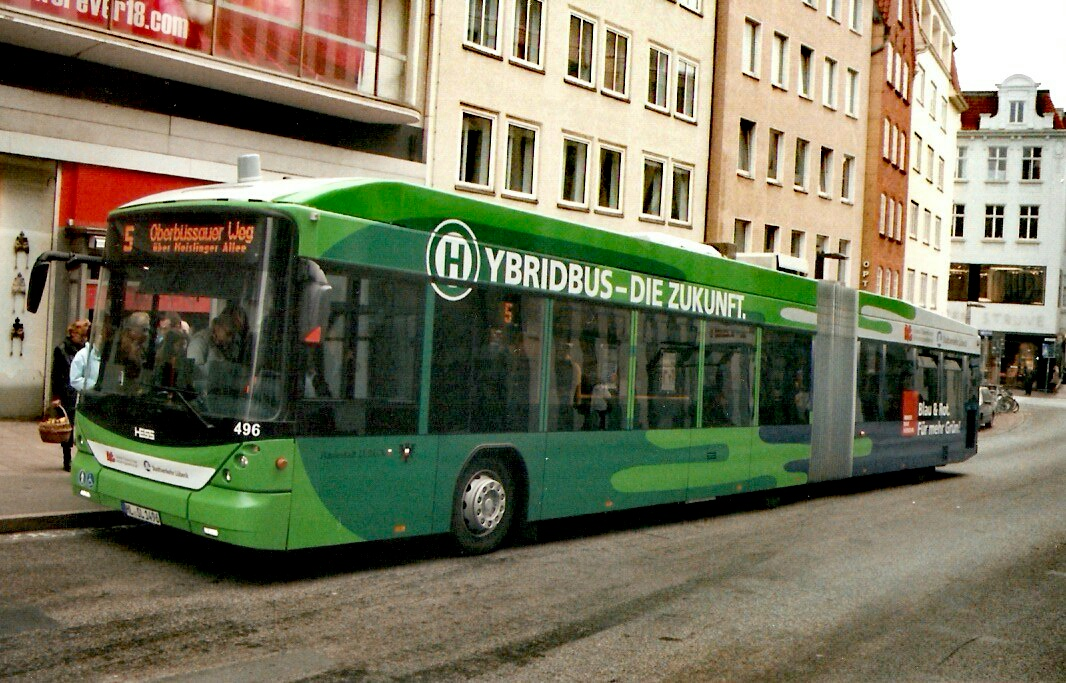
Hess SwissHybrid.

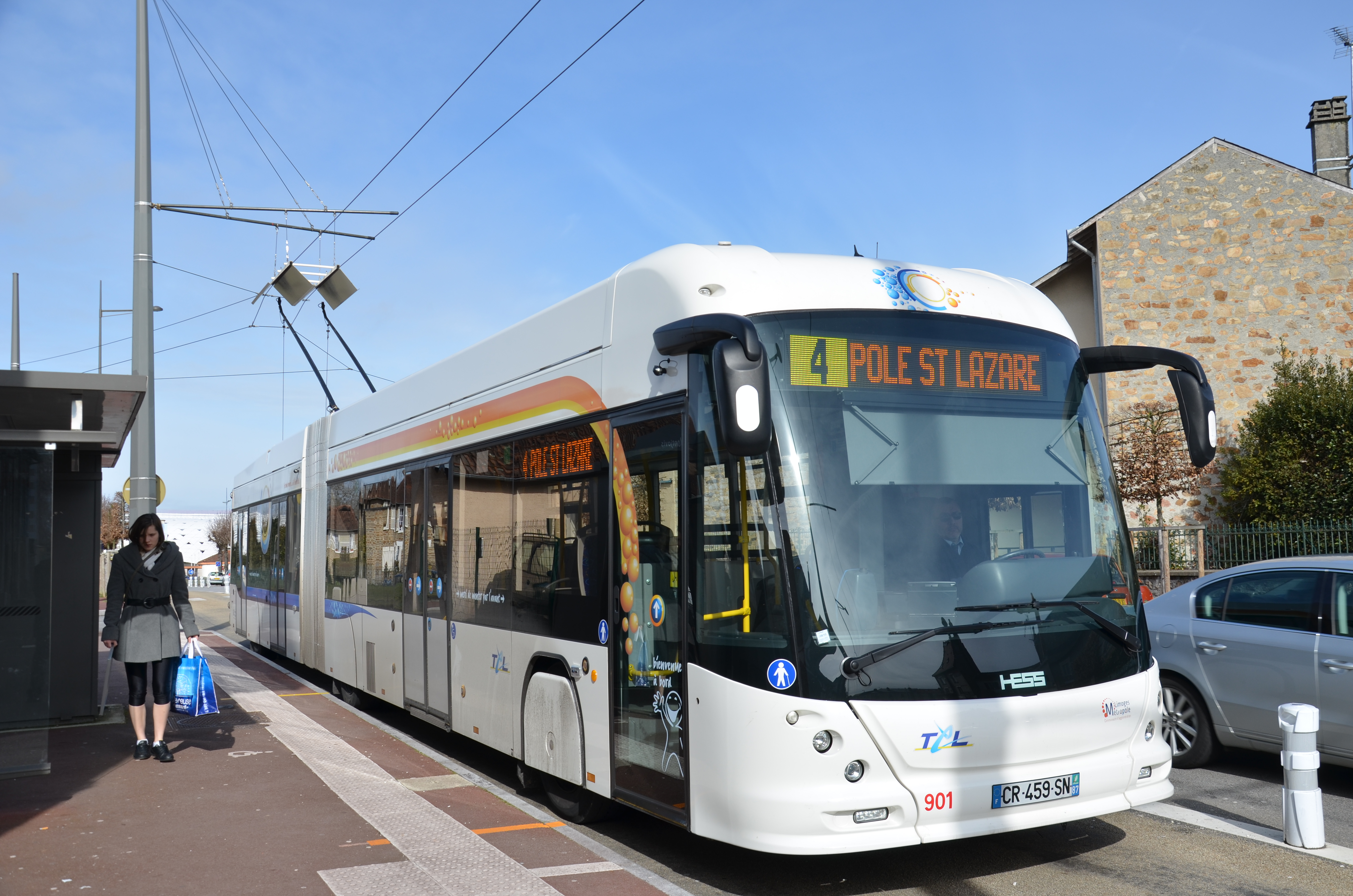
Hess Swisstrolley van de vierde generatie, speciaal ontwerp.

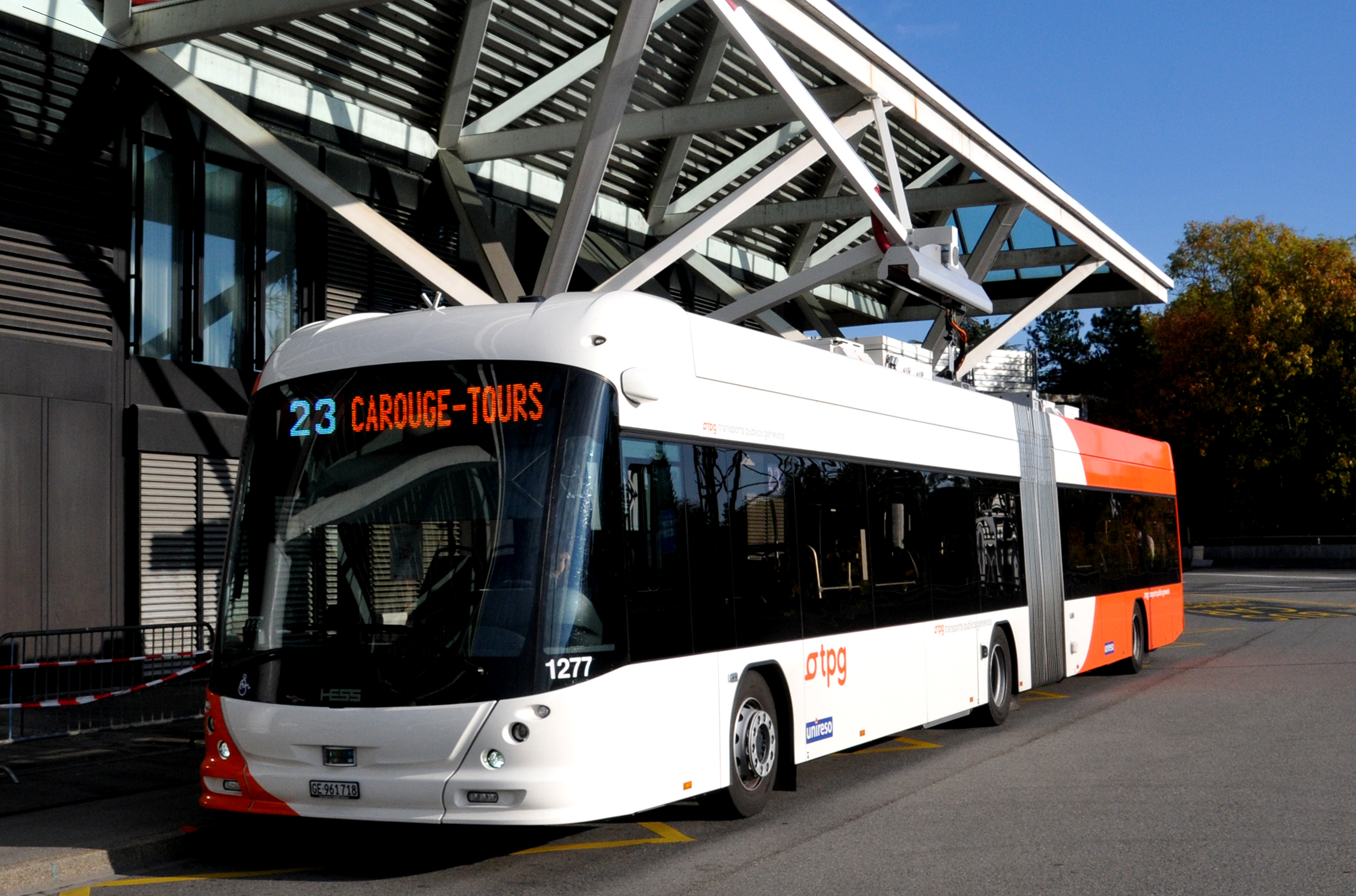
Transports publics genevois (TPG) bus 1277 als lijn 23 van het type Hess TOSA te Luchthaven Genève.

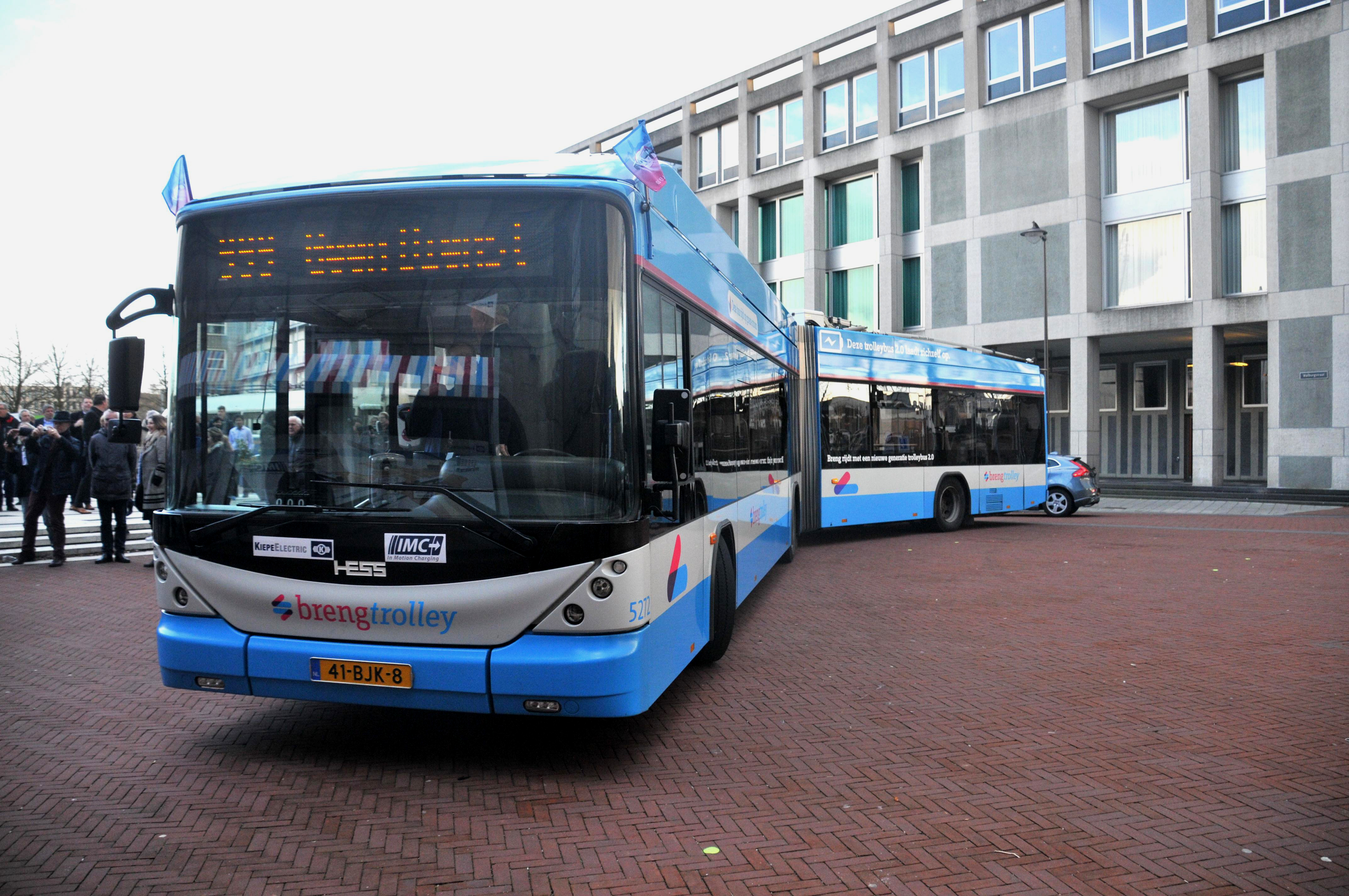
Trolly 2.0, Breng bus 5272 tijdens de officiële presentatie op 18 maart 2019 bij het stadhuis te Arnhem.

Carrosserie Hess AG of HESS is een Zwitsers busfabrikant, wiens fabriek in Bellach staat. Hess maakt vooral trolleybussen, maar bouwt daarnaast ook dieselbussen, hybride bussen, aanhangwagens en bedrijfswagens. Bussen van Hess zijn onder andere te vinden in Zwitserland, Oostenrijk, Luxemburg en Nederland.

## Geschiedenis
Carrosserie Hess werd in 1882 opgericht toen Heinrich Hess begon met op maat gemaakte carrosserieën te bouwen. De eerste fabriek stond toentertijd in Solothurn. In 1919 begon de fabriek met het bouwen van bussen en in 1933 werd er teruggevallen op aluminium producten. In 1940 werden de eerste trolleybussen geproduceerd voor de steden Bazel en Biel. In 1961 werd er begonnen met het bouwen van gelede bussen en in 1975 werden sommige exemplaren geleverd aan exploitanten in de Verenigde Staten en Canada. In 1957 begon het bedrijf met uitbreiden en werd een fabriek geopend in Portugal en in 1978 volgde Australië. In 1996 werd een fabriek gevestigd in de Verenigde Staten. In 1991 begon Hess met het bouwen van lage-vloers gelede bussen en in 2003 kwam de eerste dubbelgelede bus.

## Producten

### Bussen
- Hess O2632: een 9,5 m lagevloerbus
- Hess O2633: een 10,3 m lagevloerbus
- Hess O2635: een 12 m lagevloerbus. Is hetzelfde als de O2478, alleen dan met twee deuren.
- Hess O2478: een 12 m lagevloerbus. Is hetzelfde als de O2635, alleen dan met drie deuren.
- Hess O2812: een 13,2 m lagevloerbus.
- Hess SwissDiesel: een 12 m lagevloerbus.
- Hess SwissHybrid: een 18 m lagevloer gelede hybride bus.
- Hess LighTram: een 24,69 m lagevloer dubbelgelede bus, die beschikbaar is als hybride bus.
- Hess SwissAlpin: een 9,7 m, 10,1 m, 10,9 m, 12 m en 13,5 m low entry bus, speciaal ontwikkeld voor in de Alpen en ander heuvelachtig terrein.
- Hess BusZug7: een kleine lagevloermidibus met aanhanger voor passagiers.
- Hess SwissTosa: een 18,7 m lagevloer elektrische stadsbus.

### Trolleybussen
- Hess Eurotrolley: een 12 m trolleybus
- Hess Swisstrolley: een 18 m gelede trolleybus
- Hess LighTram: een 24,69 m dubbelgelede trolleybus
- Hess BusZug31: een 23,3 m lange treinbus. Deze treinbus bestaat uit een 12 m lange trolleybus met een aanhangwagen, waar passagiers in kunnen.

### Midi en minibussen
Naast grote bussen bouwt en/of verbouwt Hess ook enkele midi- en minibussen voor onder andere openbaar vervoer of leerlingvervoer.

### Buskits
Naast volledig gebouwde bussen, bouwt Hess ook speciale buskits, die op de plaats van bestemming worden opgebouwd, het zogeheten Coboltsysteem.

### Bedrijfswagens
Naast bussen bouwt en verbouwt Hess ook bedrijfswagens en andere voertuigen voor commerciële doeleinden, zoals kiepwagens, aanhangwagens en bestelbussen.